# Скупштина општине Земун
Скупштину београдске општине Земун чини 57 одборника. Седиште Скупштине налази се на Магистратском тргу у Земуну. Како је Земун градска општина Београда, Скупштина, као општински орган власти, има специфичне надлежности.

## Актуелни сазив од 2024. године
Распоред мандата према изборним резултатима.
Скупштинску већину има коалиција окупљена око Српске напредне странке.
| Изборна листа | места     | Партије                                                                                 | места |
| --- | --------- | --------------------------------------------------------------------------------------- | ----- |
| Власт | Власт     | Власт                                                                                   | 35    |
| АЛЕКСАНДАР ВУЧИЋ ЗЕМУН СУТРА (Ивица Дачић - Социјалистичка партија Србије - СПС; Милан Кркобабић - Партија уједињених пензионера, пољопривредника и пролетера Србије - Солидарност и правда - ПУПС - Солидарност и правда; др Војислав Шешељ - Српска радикална странка - СРС; Александар Вулин - Покрет социјалиста - ПС; Ненад Поповић – Српска народна партија – СНП; Милица Ђурђевић Стаменковски - Српска странка Заветници - Заветници; Милош Вучевић - Српска напредна странка - СНС) | 35        | Српска напредна странка                                                                 | 27    |
| АЛЕКСАНДАР ВУЧИЋ ЗЕМУН СУТРА (Ивица Дачић - Социјалистичка партија Србије - СПС; Милан Кркобабић - Партија уједињених пензионера, пољопривредника и пролетера Србије - Солидарност и правда - ПУПС - Солидарност и правда; др Војислав Шешељ - Српска радикална странка - СРС; Александар Вулин - Покрет социјалиста - ПС; Ненад Поповић – Српска народна партија – СНП; Милица Ђурђевић Стаменковски - Српска странка Заветници - Заветници; Милош Вучевић - Српска напредна странка - СНС) | 35        | Социјалистичка партија Србије                                                           | 4     |
| АЛЕКСАНДАР ВУЧИЋ ЗЕМУН СУТРА (Ивица Дачић - Социјалистичка партија Србије - СПС; Милан Кркобабић - Партија уједињених пензионера, пољопривредника и пролетера Србије - Солидарност и правда - ПУПС - Солидарност и правда; др Војислав Шешељ - Српска радикална странка - СРС; Александар Вулин - Покрет социјалиста - ПС; Ненад Поповић – Српска народна партија – СНП; Милица Ђурђевић Стаменковски - Српска странка Заветници - Заветници; Милош Вучевић - Српска напредна странка - СНС) | 35        | Српска радикална странка                                                                | 1     |
| АЛЕКСАНДАР ВУЧИЋ ЗЕМУН СУТРА (Ивица Дачић - Социјалистичка партија Србије - СПС; Милан Кркобабић - Партија уједињених пензионера, пољопривредника и пролетера Србије - Солидарност и правда - ПУПС - Солидарност и правда; др Војислав Шешељ - Српска радикална странка - СРС; Александар Вулин - Покрет социјалиста - ПС; Ненад Поповић – Српска народна партија – СНП; Милица Ђурђевић Стаменковски - Српска странка Заветници - Заветници; Милош Вучевић - Српска напредна странка - СНС) | 35        | Партија уједињених пензионера,пољопривредника и пролетера Србије - Солидарност и правда | 1     |
| АЛЕКСАНДАР ВУЧИЋ ЗЕМУН СУТРА (Ивица Дачић - Социјалистичка партија Србије - СПС; Милан Кркобабић - Партија уједињених пензионера, пољопривредника и пролетера Србије - Солидарност и правда - ПУПС - Солидарност и правда; др Војислав Шешељ - Српска радикална странка - СРС; Александар Вулин - Покрет социјалиста - ПС; Ненад Поповић – Српска народна партија – СНП; Милица Ђурђевић Стаменковски - Српска странка Заветници - Заветници; Милош Вучевић - Српска напредна странка - СНС) | 35        | Покрет социјалиста                                                                      | 1     |
| АЛЕКСАНДАР ВУЧИЋ ЗЕМУН СУТРА (Ивица Дачић - Социјалистичка партија Србије - СПС; Милан Кркобабић - Партија уједињених пензионера, пољопривредника и пролетера Србије - Солидарност и правда - ПУПС - Солидарност и правда; др Војислав Шешељ - Српска радикална странка - СРС; Александар Вулин - Покрет социјалиста - ПС; Ненад Поповић – Српска народна партија – СНП; Милица Ђурђевић Стаменковски - Српска странка Заветници - Заветници; Милош Вучевић - Српска напредна странка - СНС) | 35        | Заветници                                                                               | 1     |
| Опозиција | Опозиција | Опозиција                                                                               | 22    |
| ДР САВО МАНОЈЛОВИЋ – И ЈА САМ ЗЕМУН – КРЕНИ – ПРОМЕНИ – И ЈА САМ БАТАЈНИЦА – МИЛАН ЉУТОВАЦ | 14        | —                                                                                       | —     |
| Бирамо Земун – Лариса Илијин (Зелено леви фронт, Не давимо Београд, Народни покрет Србије, Демократска странка, Еколошки устанак, Покрет слободних грађана, Ново лице Србије) | 5         | Народни покрет Србије                                                                   | 3     |
| Бирамо Земун – Лариса Илијин (Зелено леви фронт, Не давимо Београд, Народни покрет Србије, Демократска странка, Еколошки устанак, Покрет слободних грађана, Ново лице Србије) | 5         | Зелено-леви фронт                                                                       | 2     |
| Група грађанa: „МИ ГЛАС ИЗ ЗЕМУНА“ | 2         | —                                                                                       | —     |
| РУСКА СТРАНКА – БОРБА ЗА ЗЕМУН – СРБИ И РУСИ БРАЋА ЗАУВЕК | 1         | Нова комунистичка партија Југославије                                                   | 1     |

## Радна тела
При Скупштини општине Земун постоје стална и повремена радна тела:

### Стална радна тела
- Комисија за административна и мандатна питања
- Комисија за прописе и локалну самоуправу
- Савет за буџет и финансије
- Савет за урбанизам, комуналне делатности и заштиту животне средине
- Савет за развој и унапређење приватног предузетништва, пољопривреду, сточарство, шумарство и водопривреду
- Савет за здравство, социјалну и дечју заштиту
- Издавачки савет „Земунских новина“
- Комисија за представке и предлоге
- Комисија за доделу признања општине
- Комисија за међуопштинску и међународну сарадњу
- Комисија за образовање, културу и физичку културу

### Повремена радна тела
- Комисија за решавање стамбених потреба бораца, војних инвалида и породица палих бораца
- Комисија за споменике и називе улица и тргова
- Комисија за давање мишљења о остваривању права из области борачко-инвалидске заштите
- Комисија за вођење поступка и доношење решења по захтеву за враћање земљишта
- Савет за запошљавање Градске општине Земун